# Julius Klingebiel

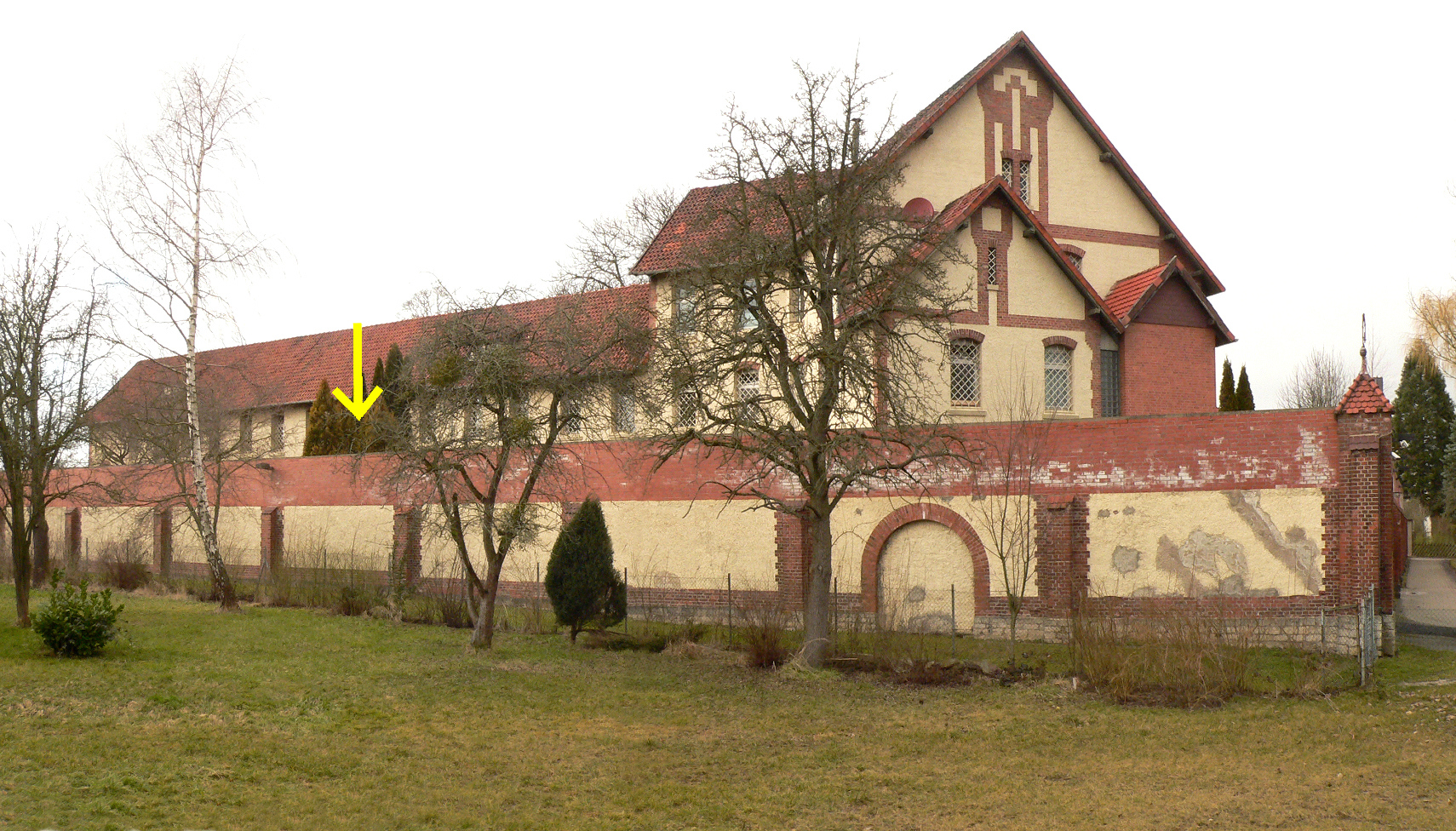
Früheres Niedersächsischen Landeskrankenhaus Göttingen, auch als Festes Haus bezeichnet. Im Südflügel liegt die Klingebiel-Zelle (gelb markiert) im Obergeschoss

Julius Klingebiel (* 11. Dezember 1904 in Hannover; † 26. Mai 1965 in Göttingen) war ein psychisch kranker deutscher Künstler, der seit 1939 in psychiatrischen Kliniken untergebracht war. Im früheren Niedersächsischen Landeskrankenhaus Göttingen bemalte er von 1951 bis 1961 seine Zelle, die heute als Klingebiel-Zelle bezeichnet wird. Seine Malerei wird der Art brut zugeordnet.

## Leben
Julius Klingebiel war der Sohn eines Postbeamten. Nach einer Schlosserlehre diente er in Hannover bei der Wehrmacht und war Angehöriger der SA. 1935 heiratete er. 1939 erkrankte er an einer Psychose. Nachdem er im Streit seinen Stiefsohn gewürgt und auch seine Frau bedroht hatte, wurde er von der Polizei am 3. Oktober 1939 in die Nervenklinik der Stadt Hannover eingewiesen und nach damaligem Recht am 28. Oktober 1939 als „gemeingefährlicher Geisteskranker“ in die Provinzial- und Heilanstalt Wunstorf verlegt. Ihm wurde paranoide Schizophrenie attestiert. Nach dem NS-Erbgesundheitsgesetz wurde er am 26. Juli 1940 zwangssterilisiert. Am 9. August 1940 wurde er in das Verwahrungshaus der Landesheil- und Pflegeanstalt Göttingen-Rosdorf verbracht. Obwohl er am 10. Oktober 1940 in der T4-Aktion als schizophren krank und „unheilbar“ gemeldet worden war, überlebte er unter dem Direktorat von Gottfried Ewald in Göttingen die NS-Tötungsaktionen. Nach 1951 blieb er im Landeskrankenhaus Göttingen eingeschlossen. Die Einrichtung wurde 1909 als „Verwahrungshaus für unsoziale Geisteskranke der ganzen Provinz Hannover“ errichtet und etwa ab 1990 als Festes Haus bezeichnet. Auch in der Nachkriegszeit ist Klingebiels geschlossene Unterbringung gegen geltendes Recht nicht richterlich genehmigt worden. Er verstarb am 26. Mai 1965 in Göttingen.

## Werk
Über eine künstlerische Vorbildung Klingebiels ist nichts bekannt. In seiner Zelle mit der Nr. 117 in der geschlossenen Unterbringung in Göttingen begann er um 1951 auf die Wände zu kritzeln. Weil er dadurch ruhiger wurde, gab man ihm Farben. Er schuf bis 1963 in einem komplexen Gesamtkunstwerk großformatige Landschaftsbilder mit Tiermotiven, Menschen und kleinen politischen und historischen Symbolen, die er immer wieder übermalte. Er malte auch Einzelbilder auf Papier, von denen bis heute 19 Arbeiten erhalten sind. Der Leiter der Sammlung Prinzhorn in Heidelberg Thomas Röske charakterisiert die Zellenausmalung als solitäres Werk der Outsider Art. Siegfried Neuenhausen beschrieb Klingebiel als „Künstlerkollege“. Von 2007 bis 2016 gehörte das heutige „Feste Haus“ zum Maßregelvollzugszentrum Moringen.

### Umgang mit der Zelle
2012 wurde Klingebiels Zelle, nicht aber das Gebäude unter Denkmalschutz gestellt. Fachleute bewerteten die Raumausmalung als Kunstwerk von internationaler Bedeutung und forderten, sie konservatorisch zu erhalten und dauerhaft öffentlich zugänglich zu machen. Dafür sei eine Umsetzung und Präsentation in einem bedeutenden Museum der richtige Weg. Hierzu lag der Niedersächsischen Landesregierung seit 2014 ein Angebot aus dem Sprengel-Museum in Hannover vor. Die Stadt Göttingen verlangte im Jahr 2015, die Zelle in Göttingen zu belassen. Seit 2016 steht das Gebäude leer und die Malerei drohte nach Ansicht von Fachleuten zu verfallen. Da der Erhalt der denkmalgeschützten Raumausmalung in der Verantwortung und Zuständigkeit der Niedersächsischen Landesbehörden als Gebäudebesitzer liegt, fragten 2018 und 2022 die Göttinger Landtagsabgeordneten Gabriele Andretta (SPD) und Marie Kollenrott (Bündnis 90/Die Grünen) die Niedersächsische Landesregierung nach dem weiteren Umgang mit der Klingebiel-Zelle. Ab 2023 wurde die Zelle für fünf Millionen Euro fachgerecht konserviert und mit einem Glaskasten sowie Klimatechnik für Besucher ausgestattet. Ab 2024 soll sie öffentlich zugänglich sein. Ansonsten soll das Gebäude des früheren Landeskrankenhauses vom Braunschweigischen Landesmuseum und vom Niedersächsischen Landesmuseum Hannover als Magazin für archäologische Funde genutzt werden.

## Rezeption
Eine erste Fotoinstallation der Raumausmalung wurde 2002 im Niedersächsischen Landeskrankenhaus Göttingen gezeigt. Sie wurde zusammen mit Einzelbildern 2010 in Hannover in der Städtischen Galerie KUBUS einer breiteren Öffentlichkeit vorgestellt. Klingebiels Biografie und sein Werk wurden unter Leitung des Psychiaters Andreas Spengler erforscht und 2013 in einer Buchveröffentlichung beim Verlag Vandenhoeck & Ruprecht mit einem Bildkatalog dokumentiert. Als Autoren wirkten unter anderen Thomas Röske und Siegfried Neuenhausen mit. Eine neue fotografische Rauminstallation mit Restaurierung zerstörter Bildteile wurde am 13. August 2013 im Asklepios Fachklinikum Göttingen präsentiert. Der niedersächsische Ministerpräsident Stephan Weil qualifizierte die Zelle in seinem Grußwort als Denkmal und Mahnmal. Die Rauminstallation wurde 2013 im Rahmen eines internationalen Fotofestivals in der Sammlung Prinzhorn in Heidelberg gezeigt und war im November 2014 im Kleisthaus der Beauftragten der Bundesregierung für die Belange behinderter Menschen in Berlin zu sehen, die hierzu einen Katalog herausgab. Vom 18. März 2015 bis zum 11. Oktober 2015 war die Ausstellung in dem international bekannten Museum Gugging bei Wien, vom 27. Oktober 2015 bis zum 4. Januar 2016 im Sprengelmuseum Hannover. Am 14. Juni 2015 zeigte das NDR Fernsehen als Erstausstrahlung die szenische Dokumentation „Ausbruch in die Kunst: Die Zelle des Julius Klingebiel“. Das art - Das Kunstmagazin widmete Julius Klingebiel im Juli 2015 einen ausführlichen Bericht. Weitere Ausstellungen zeigten 2016 und 2017 in Bremen und Frankfurt/M. neben der Rauminstallation auch neu entdeckte Originalmalereien von Klingebiel. 2016 wurde eine von Andreas Spengler zusammengestellte Ausstellung in der Stadtkirche Wunstorf präsentiert, bei der auch Werke anderer Psychiatrie-Künstler, darunter von Elfriede Lohse-Wächtler, gezeigt wurden. 2017 folgte ein Bericht in Raw Vision, 2018 in Rivista Osservatorio Outsider Art, Palermo. 2020 veröffentlichte Clemens Gadenstätter sein musikalisches Werk für Stimmen, Ensemble und Elektronik „die zelle“. Das Libretto stammt von Lisa Spalt. Biografische und historische Kontexte flossen in Zusammenarbeit mit Andreas Spengler ein. Das KlangForum Heidelberg mit der Schola Heidelberg und dem ensemble aisthesis brachte das Werk unter Leitung von Walter Nußbaum am 24. Oktober 2020 in Heidelberg zur Uraufführung und präsentierte es anschließend in Karlsruhe, Göttingen, Hannover und Oldenburg. In der Ausstellung „Menschen, die noch hätten leben können“ über Opfer des Nationalsozialismus zeigt die Sammlung Prinzhorn vom November 2023 bis zum März 1924 auch Dokumente über Klingebiel.